# Dejeania atrata
Dejeania atrata là một loài ruồi trong họ Tachinidae.